# 志摩敏樹
志摩 敏樹（しま としき、1962年 - ）は、日本の映画プロデューサー。シマフィルム代表。京都府舞鶴市出身。

## 略歴
明治大学卒業後、生まれ故郷である京都府舞鶴市に戻り、家業の建設機械レンタル業を営むが、青年時代からの夢であった映画制作に関わるべく、2001年、シマフィルムを立ち上げる。以後、複数の映画製作に携わる。

## 製作・参加作品
- 風花（2002年、相米慎二監督）
- ぼくんち（2003年、阪本順治監督）
- ニワトリはハダシだ（2004年、森﨑東監督）
- 17歳の風景/少年は何を見たのか（2005年、若松孝二監督）
- かぞくのひけつ（2006年、小林聖太郎監督）
- おそいひと（2007年、柴田剛監督）